# سیستم انرژی

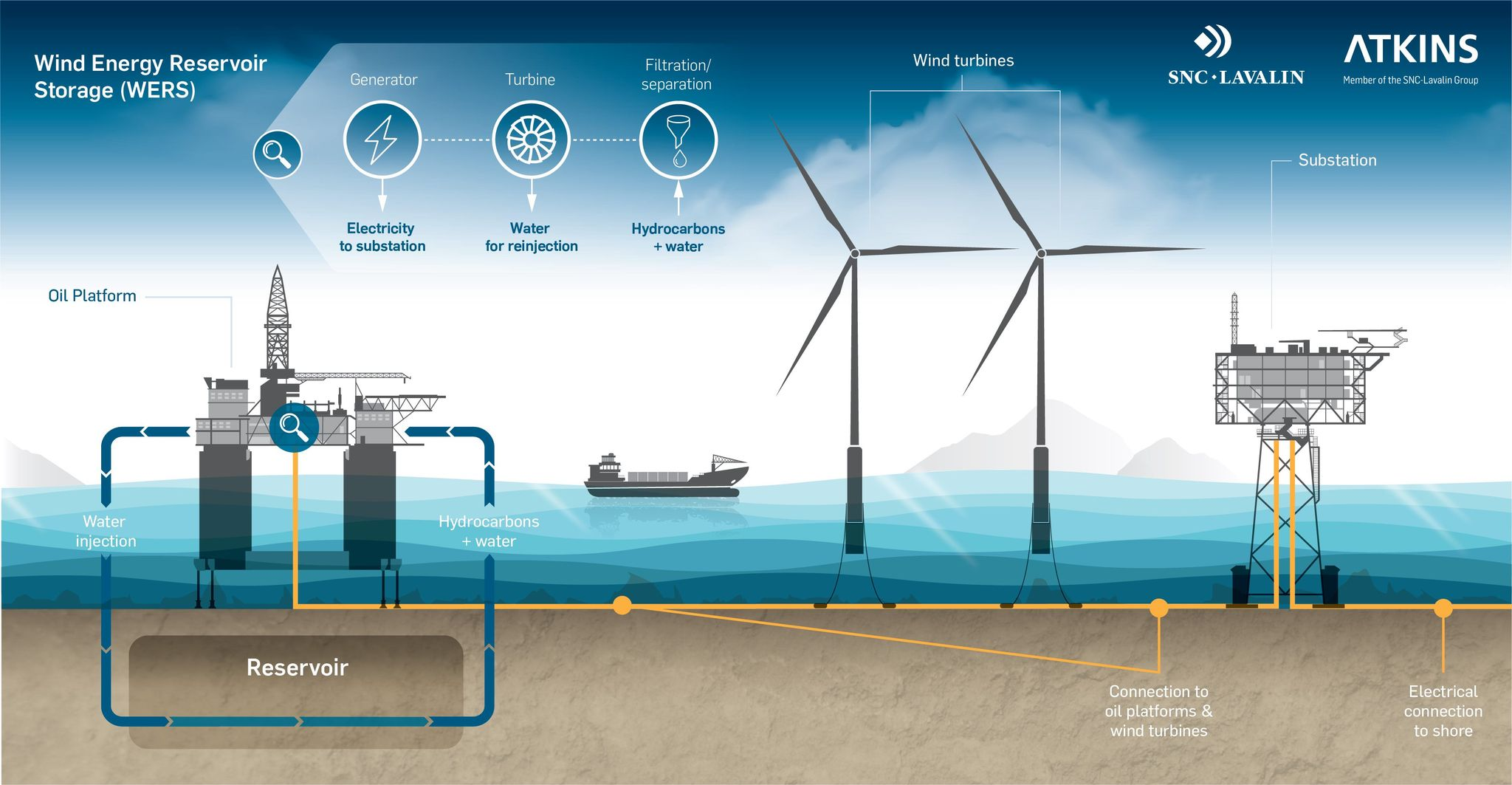
سیستم ذخیره انرژی بادی

سیستم‌های انرژی بیانگر جریان‌های انرژی و همچنین به عنوان تمام اجزای مربوط به تولید تبدیل تحول و استفاده از انرژی تعریف می‌شود. سیستم‌های کلی انرژی به طور عمده با کاهش مصرف سوخت‌های فسیلی و تلفات انتقال، بهبود می‌بخشد و همچنین کمک زیادی در اهداف سیاست‌های انرژی ایفا می‌کند. در مرجع یک مفهوم کلی بوده و این حوزه‌ها پیشرانه‌ها یا موانع توسعه سیستم انرژی می‌باشد.
اجزای مختلف سیستم انرژی شامل: 
الف) سمت تقاضا
ب) سمت عرضه منابع
زمینه در دستیابی به اهداف اتحادیه انرژی، مستلزم ابزارهای سیاستی سالم و اجرای اقدامات حفاظت از آب و هوا و صرفه‌جویی در مصرف انرژی است. ذینفعان در مقامات دولتی در سطح محلی عوامل اصلی تغییر در اجرای انتقال انرژی هستند، و هدف اصلی مقامات در سطح محلی انتقال به سمت جامعه‌ای با کربن کم می‌باشد.